# Starost Zemlje
Starost Zemlje je vprašanje, s katerim se je od nekdaj ukvarjalo veliko ljudi. Ker ni bilo očitnega načina, kako bi starost določili, so bile prve ocene narejene na osnovi verskih spisov o stvarjenju, v Evropi predvsem po Bibliji. Z razvojem fizike in znanstvenega mišljenja se je vprašanja na različne načine lotevalo tudi mnogo znanih fizikov, dokler ni v dvajsetem stoletju odkritje radioaktivnosti in z njo povezanega radiometričnega datiranja prineslo današnje vrednosti – 4,6 milijarde let. 

## Zgodnji pristop
Prve civilizacije so sicer razvijale koledarje, niso pa se posvečale določanju starosti Zemlje. Prve ocene o starosti so temeljile na judovsko-krščanski razlagi izvora Vesolja, ki ga je Bog po Bibliji ustvaril v sedmih dneh. Prvo pomembnejšo oceno na začetku tretjega stoletja našega štetja naredil Julius Africanus, ki je v svojem delu Chronographiai po preučevanju Biblije in del rimskih, grških in judovskih zgodovinarjev prišel do zaključka, da je Zemlja stara okrog 6000 let. Skliceval se je na 4. verz iz 90. psalma: »Zakaj v tvojih očeh je tisoč let kakor včerajšnji dan, ki je minil, kakor nočna straža.« En dan naj bi torej bil dolg 1000 let, Kristus pa naj bi se rodil sredi petega dne, torej v 5500 letu. Ta ocena je preživela srednji vek in sredi 17. stoletja je irski nadškof James Ussher izračunal, da je bila Zemlja ustvarjena 23. oktobra leta 4004 pred našim štetjem. Izračun je temeljil na primerjanju zgodovine z zapisi v Bibliji in opazovanju Sončevih in Luninih ciklov. Iz tistega časa sta še oceni leta stvarjenja Philipa Melanchthona – 3963 pr. n. št. in Johna Lightfoota z Univerze v Cambridgeu – človek je bil ustvarjen 17. septembra 3928 pr. n. št. ob devetih zjutraj (1642).
Prepričanje, da je Zemlja stara okrog 6000 let, je še danes prisotno pri nekaterih skupinah Kristjanov, predvsem v Združenih državah Amerike, ki razlagajo Biblijske zapise dobesedno in zavračajo sodobne fizikalne ter druge metode ocenjevanja starosti kamnin kljub vsesplošnem znanstvenem konsenzu o nasprotnem. Njihovega gibanja se je prijel izraz »Kreacionizem mlade Zemlje« (Young Earth creationism).

## Pristop z ohlajanjem
Z razvojem znanstvenega mišljenja so se pojavile tudi prve ideje, da bi starost Zemlje določili s pomočjo fizikalnih zakonov. Isaac Newton je opazoval, kako se različna vroča telesa ohlajajo. Privzel je, da je Zemlja železna krogla, ki naj bi bila ob nastanku staljena. Newton je ocenil, da bi bilo potrebnih 50.000 let, da bi se ohladila do današnje temperature (na površini). Ker pa je globoko verjel Bibliji, je oceno zavrnil kot nesprejemljivo. Newotonovo zamisel ohlajanju je razvil in dopolnil de Buffon. Upošteval je, da je Zemlja sestavljena iz različnih materialov, ki se ohlajajo z različnimi hitrostmi, dodal pa je tudi prispevek zaradi Sončevega ogrevanja. Tako je prišel do starosti okrog 70.000 let, življenje pa naj bi se po njegovo začelo pred 40.000 leti, ko se je Zemlja dovolj ohladila. 
Čeprav so bili Buffonovi izračuni daleč od pravih vrednosti, pa so pomembni, saj je bil med prvimi, ki je dokončno zavrgel sklicevanje na Biblijo in je uporabil fizikalne zakone kot osnovo. S podobnim pristopom se je problema lotil William Thomson, lord Kelvin. V njegovem času so se pojavile zamisli, da je Zemlja neskončno stara, prav tako tudi Sonce in vse Vesolje. Kelvin je ob razvijanju entropijskega zakona spoznal, da mora Sonce imeti končno življenjsko dobo. Njegova prva ocena, temelječ na predpostavki, da Sonce dobiva energijo s trki z meteorji, je bila nekaj deset tisoč let. Potemtakem tudi Zemlja ni mogla biti starejša. Ko je Kelvin spoznal nesmiselnost ocene, se je odločil za pristop Hermana von Helmholtza, ki je predlagal, da Sončeva energija prihaja od gravitacijske energije, ki se je sproščala med zgoščevanjem plinov. Potem je Kelvin naredil nov izračun starosti. Predpostavil je, da je bila Zemlja zaradi sproščene gravitacijske energije na začetku staljena. Zaradi sevanja in konvekcijskih tokov v notranjosti naj bi se čez čas ohladila in postala vroča trdna krogla z enako temperaturo (7000 °C). Ob upoštevanju toplotne prevodnosti kamnin in temperaturnega gradienta ob Zemljinem površju (ki ga je ocenil z merjenji v rudnikih), je Kelvin prišel do sklepa, da se je Zemljina skorja strdila pred približno 100 milijoni let. Kelvinovi izračuni so se izkazali za napačne z odkritjem radioaktivnosti, saj v svojem modelu ni upošteval notranjih energijskih izvorov.

## Začetki sodobne geologije
Škotski geolog James Hutton, oče sodobne geologije, ki je živel v 18. stoletju, se je ukvarjal z nastankom kamnin in procesi, ki oblikujejo zemeljsko površje. Sklepal je, da so procesi, ki potekajo danes, potekali tudi v preteklosti. Po Huttonu celine nastajajo s počasno sedimentacijo in ognjeniško dejavnostjo ter počasi razpadajo z erozijo. Tako je ugotovil, da mora biti Zemlja stara milijone let (ali pa kar neskončno stara).
Charles Lyell je leta 1830 izdal knjigo Načela geologije, v kateri je še razvil Huttonove zamisli. Tako imenovana teorija uniformitarjanstva je počasi izpodrinila takrat priljubljeno teorijo katastrofizma, ki je trdila, da se je Zemljin relief izoblikoval v vrsti katastrof, kot je bil vesoljni potop.

## Drugi pristopi
Konec 19. stoletja je Irec John Joly poizkušal določiti starost Zemlje na osnovi slanosti oceanov. Predpostavil je, da na začetku oceani niso bili slani in da so reke skozi zgodovino z enako hitrostjo v njih prinašale raztopljene minerale. Iz današnje koncentracije soli je starost Zemlje ocenil na 100 milijonov let. Seveda pa njegovi izračuni niso bili pravilni, saj se časi za posamezne minerale zelo razlikujejo, ni upošteval oceanskega dna, sploh pa bi postopek izračunal kvečjemu, kako dolgo se soli nahajajo v oceanih. 
Da je Zemlja starejša kot 6000 let je na osnovi evolucijske teorije zaključil tudi Charles Darwin, da bi se življenje razvilo do današnje raznolikosti, so bili potrebni milijoni let. 

## Določitev starosti Zemlje s pomočjo radioaktivnih izotopov
S poznavanjem mehanizmov radioaktivnosti so se znanstveniki začeli ukvarjati z datiranjem kamnin. Med prvimi je bil ruski geokemik E. K. Gerling. Uporabil je raziskave Alfreda Niera, ameriškega fizika, ki je izpopolnil masni spektrometer in z njim določal izotopsko zgradbo svinčevih mineralov galenitov. Galenit je čisti svinčev sulfid (PbS) in tako ne vsebuje uranovih primesi. Gerling je torej sklepal, da bo izotopska sestava svinca v mineralu enaka sestavi ob času, ko je mineral nastal. Sestavo mineralov iz Grenlandije in severne Kanade je primerjal s sestavo relativno mladih kamnin, katerih starost je ocenil iz lege v geoloških plasteh. Tako je prišel do ocene, da mora biti Zemlja stara vsaj 3 do 4 milijarde let. Do enakih zaključkov je neodvisno prišel tudi angleški geolog Arthur Holmes. Še vedno pa so meritve podajale le starost kamnin, ne pa tudi starosti Zemlje. Odločilen korak je napravil ameriški geokemik Clair Patterson, ki je z analizo železnih meteoritov določil izotopsko sestavo svinca ob nastanku Osončja. Železni meteoriti ne vsebujejo urana, zato se sestava svinca ne spreminja. Potem je Patterson analiziral še kamnite meteorite, ki vsebujejo precej urana, in datiral še njih. Leta 1956 je prišel do sklepa, da so Zemlja in meteoriti vsi stari 4,55 ± 0,07 milijarde let. Kasnejše meritve, ki so jih izvedli med drugim tudi na vzorcih, ki so jih astronavti v odpravah Apollo prinesli z Lune, so to starost še potrdile.